# Calanthe

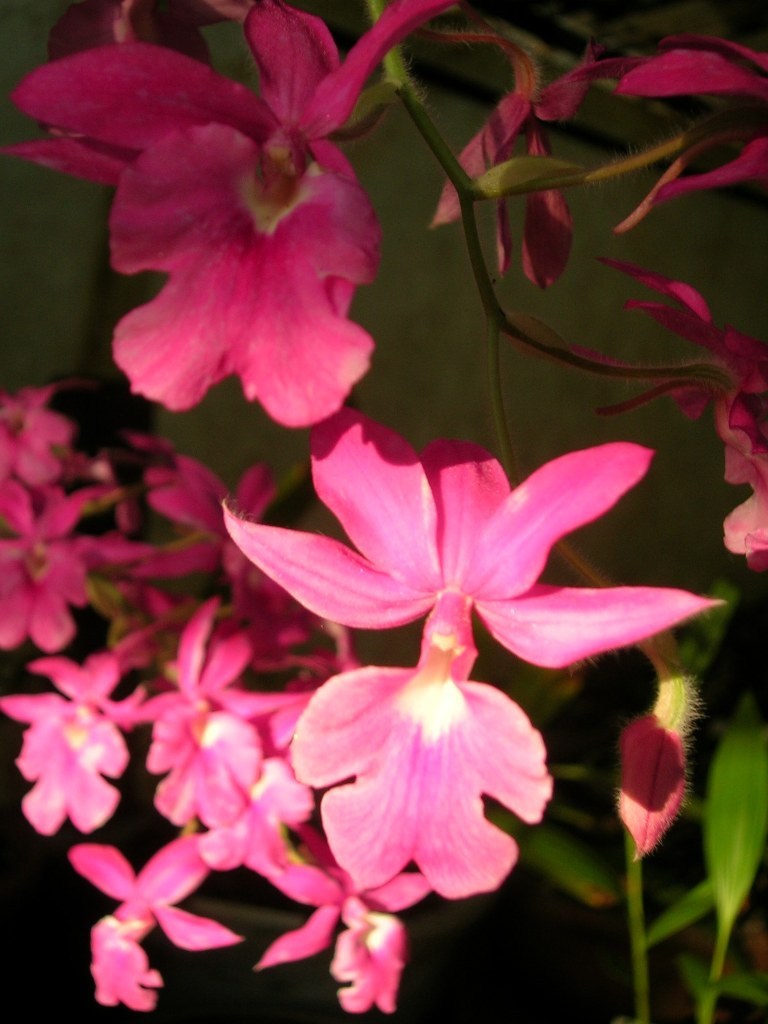
Calanthe rubens

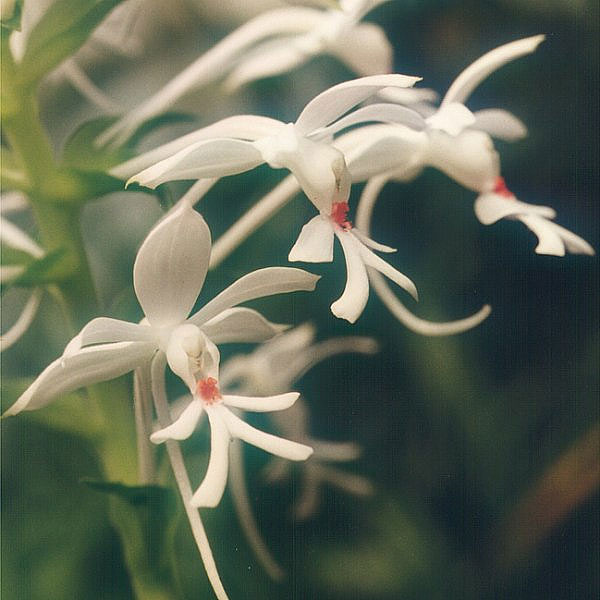
Calanthe triplicata

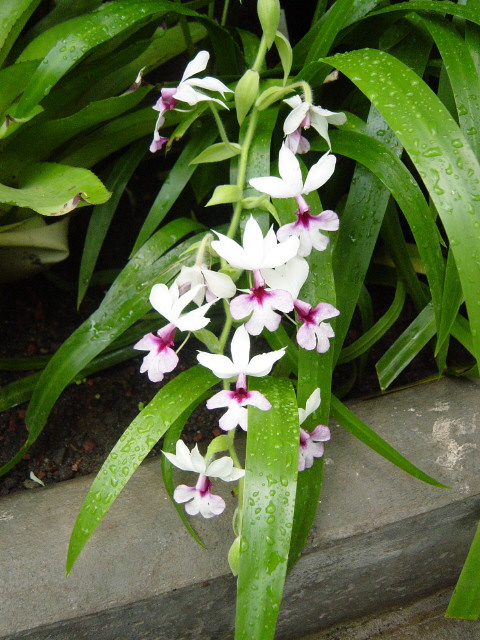
Calanthe vestita

Calanthe ist eine Gattung aus der Familie der Orchideen (Orchidaceae). Sie kommt weit verbreitet in den Tropen Asiens, Afrikas und Mittelamerikas vor. Die meisten Arten wachsen terrestrisch am Waldboden, einige sind Epiphyten. Aufgrund ihrer schönen Blüten werden sie gelegentlich kultiviert.

## Beschreibung
Alle Arten dieser Gattung bilden dicht nebeneinander stehende Sprosse mit jeweils begrenztem Wachstum. Die Sprossachse kann lang-zylindrisch oder gestaucht und zu Pseudobulben verdickt sein. Diese bestehen aus mehreren Internodien und sind auf ganzer Länge mit Laubblättern besetzt. Die Blätter sind länglich-oval, dünn und längs der zahlreichen hervortretenden Blattadern gefaltet. Die Arten mit Pseudobulben sind laubabwerfend, diejenigen ohne Speicherorgan sind immergrün.
Der aufrechte Blütenstand erscheint seitlich aus der Sprossachse oder von ihrer Basis. Er ist traubig und trägt viele resupinierte Blüten. Diese sind meist auffällig rosa, weiß oder gelb gefärbt. Tragblätter, Fruchtknoten und auch die Blütenblätter können behaart sein. Die drei Sepalen und die seitlichen Petalen sind frei und nicht zu einer Röhre zusammengeneigt. Die Lippe ist zwei- oder vierlappig, an der Basis mit einem Sporn versehen. Auf der Mitte der Lippe befindet sich oft ein warziger, fleischiger oder aus mehreren Kielen bestehender Kallus. Die Säule ist zumindest an der Basis, oft jedoch auf ihrer ganzen Länge mit der Lippe verwachsen. Das Staubblatt sitzt terminal und enthält acht wachsartige Pollinien.

## Verbreitung
Die Arten der Gattung Calanthe haben eine pantropische Verbreitung. Diversitätszentrum ist Südostasien, auch in Afrika und auf Madagaskar kommen etliche Arten vor. Eine Art, Calanthe calanthoides, ist in Mittelamerika verbreitet. Viele Arten wachsen terrestrisch im Schatten von Wäldern, oft in höheren Lagen bis 3200 Meter.

## Systematik
Innerhalb der Unterfamilie Epidendroideae wird die Gattung Calanthe in die Tribus Collabieae eingeordnet. Nahe verwandt ist die Gattung Phaius, das Unterscheidungsmerkmal ist die bei Phaius nicht mit der Säule verwachsene Lippe. Allerdings gibt es sowohl Phaius-Arten, bei denen die Säule an ihrer Basis mit der Lippe verwachsen ist, als auch Calanthe-Arten, bei denen diese Verwachsung nicht über die ganze Länge der Säule reicht – die morphologische Abgrenzung ist also unklar.
Die Gattung Calanthe lässt sich in zwei Untergattungen einteilen. Die Untergattung Calanthe mit der Typusart Calanthe veratrifolia umfasst immergrüne Pflanzen ohne Pseudobulben. In der Untergattung Preptanthe dagegen besitzen die Pflanzen Speicherorgane und überstehen eine Trockenperiode laubabwerfend.
Der von Robert Brown 1821 publizierte Name Calanthe ist ein nomen conservandum, da davor schon Thouars den später nur selten verwendeten Namen Alismorkis für die Gattung gebraucht hatte.
Die Artenzahl wird von der Kew Checklist mit 187 angegeben, während Phillip Cribb von 260 Arten spricht. Nach R. Govaerts sind (Stand 2020) 216 Arten anerkannt, Stand 2024 sind es 234 Arten. Eine Liste der Arten mit Verbreitungsgebiet findet sich bei WCSP.

## Kultur
Aufgrund der relativ großen, farbigen Blüten sind einige Arten in Kultur zu finden. Je nach Herkunft der Art werden verschiedene Ansprüche gestellt. So benötigen die immergrünen Arten das ganze Jahr Wassergaben, während die laubabwerfenden eine trockene Ruheperiode benötigen. Calanthe-Arten werden oft von Spinnmilben befallen, besonders bei trockener Heizungsluft.
Wenn die Blüten erfrieren, färben sie sich blau, weil Indigo gebildet wird.